# The Tams
The Tams, vokal soulgrupp bildad 1959 i Atlanta, Georgia, USA.
Medlemmar i gruppen var Joseph Pope, hans bror Charles Pope, Horace Key, Robert Smith, och Floyd Ashton. Gruppens sound var glatt och oförargligt. De hade sin största hit 1963 med "What Kind of Fool (Do You Think I Am)". Andra hits med gruppen är "Untie Me" (1962), "Hey Girl Don't Bother Me" (1964), och "Be Young, Be Foolish, Be Happy" (1968). Gruppen upplöstes i mitten på 1970-talet.